# Václav Royt
Václav Royt (1. září 1827 Račany u Nové Vsi – 27. května 1907 Brno) byl český středoškolský profesor, ředitel školy, školní inspektor, historik a odborný spisovatel. Byl jedním z průkopníků českého školství na Moravě v závěru 19. století.

## Život

### Mládí
Narodil se v usedlosti Račany nedaleko Nové Vsi. Vystudoval Akademické gymnázium v Praze a pražskou Filozofickou fakultu Karlo-Ferdinandovy univerzity, obor dějepis a zeměpis pro výuku na středních školách.

### Pedagogická praxe
V roce 1853 začal vyučovat na gymnáziu v Jihlavě, následujícího roku pak ve Znojmě, od roku 1867 pak pedagogicky působil na gymnáziu v Brně, jakožto první zdejší česky vyučující profesor historie. Roku 1886 začal vykonávat funkci ředitele školy. Dva roky poté byl, v období vzniku nových škol s výukou v češtině v zemích Koruny české, jmenován školním inspektorem (školským dozorcem) pro učitelské ústavy v Brně a v Kroměříži, pro národní české školy a také utrakvistické školy na jihozápadní Moravě, tj. polovinou celé spádové oblasti úřadu. Stal se tak prvním školním inspektorem českého původu v Moravském markrabství. Roku 1900 odešel na trvalý odpočinek.

### Spolková činnost
V letech 1869 až 1885 redigoval Časopis Matice Moravské, v letech 1869–1875 jakožto jeho první šéfredaktor, do něhož přispěl mj. články z oboru historie baltských Slovanů či místopisnými a životopisnými statěmi. Roku 1888 byl zvolen prvním předsedou brněnského Muzejního spolku. V letech 1902–1907 byl starostou Matice moravské. Byl čestným členem České královské akademie.
Ocenění
Roku 1894 byl jmenován čestným občanem města Příboru, roku 1894 čestným občanem města Blanska. Rovněž byl nositelem Řádu železné koruny III. třídy, který mu byl udělen roku 1898. Roku 1900 obdržel výraz Nejvyšší spokojenosti.

### Úmrtí

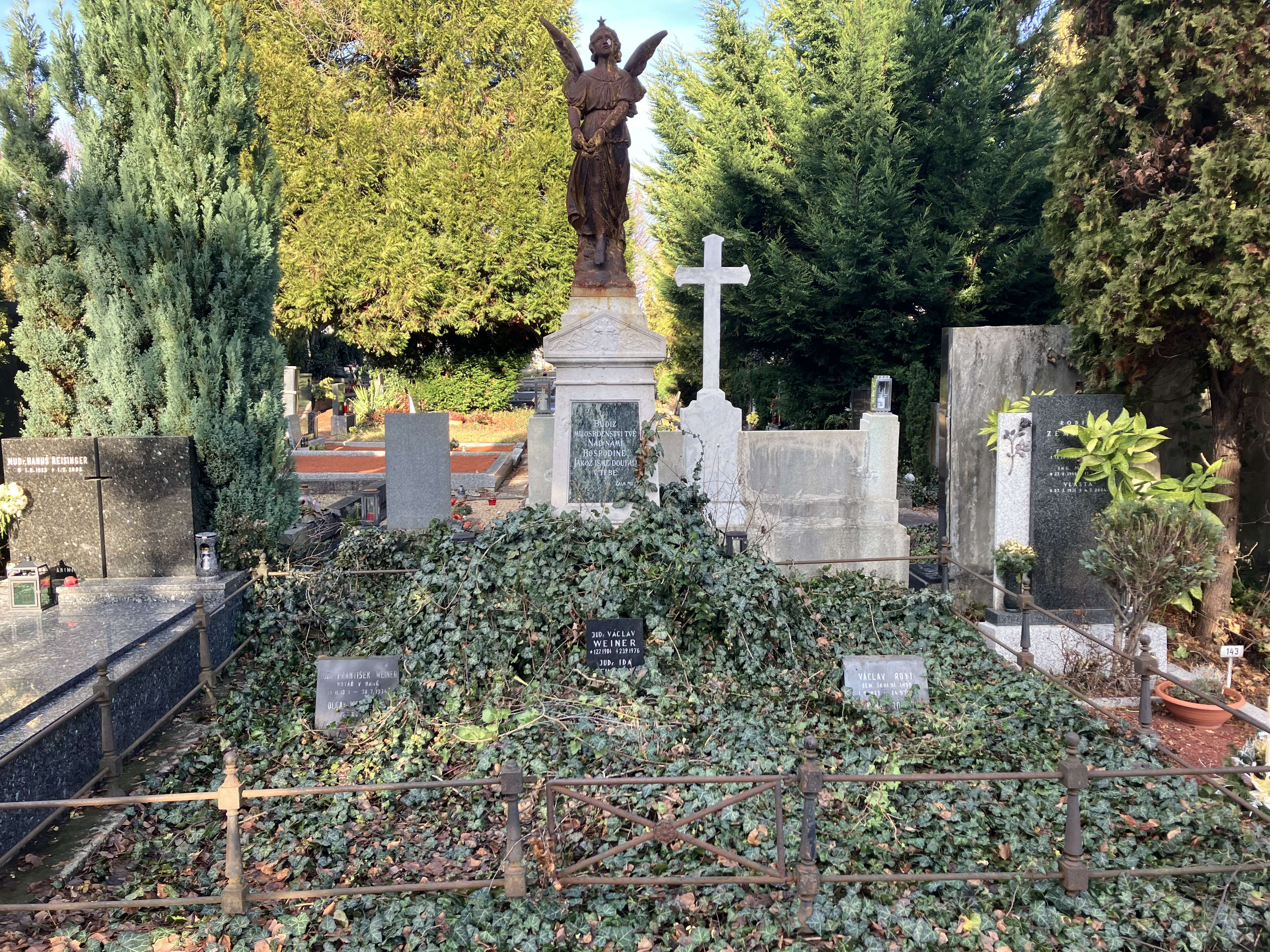
Hrob Václava Royta

Václav Royt zemřel 23. května 1907 v Brně ve věku 79 let. Pohřben byl v rodinné hrobce na brněnském Ústředním hřbitově sk. 24/hr. 138-140. V roce 2023 byl hrob zarostlý a dlouhodobě neudržován.

## Dílo (výběr)
- O Slovanech na ostrově Raně a o vyvrácení moci jejich r. 1168 (Brno, 1875)